# La Fin du Big Bang
La Fin du big bang est une nouvelle de science-fiction à tonalité fantastique de Claude Ecken. La nouvelle est connue pour avoir obtenu en 2001 le prix Rosny aîné de la meilleure nouvelle.

## Parutions
La nouvelle a notamment été publiée en France :
- initialement dans l'anthologie Escales 2001, éditions Fleuve noir, 2000,
- dans l'anthologie Les Passeurs de millénaires en 2005,
- dans l'anthologie Le Monde, tous droits réservés, éd. Pocket no 5921, mars 2005, réédition en avril 2009  (ISBN 978-2-266-16346-0).

## Résumé
Damien est un enfant étrange, on voit bien qu'il n'est pas comme les autres enfants. Il parle des choses comme s'il les avait déjà connues sous une autre forme, comme s'il en savait plus que n'importe qui sur Terre. Le narrateur explique ainsi que Damien se souvient d'aventures survenues à l'Âge de pierre ou au Moyen Âge, et qu'il a déjà vu son père mourir, ou connaître des frères et sœurs, alors qu'il est fils unique. Damien non plus ne comprend pas ce qu'il se passe.
Vers 18 ans, Damien va étudier la physique fondamentale à l'université. Il y rencontre Dieusane Harlé, la bibliothécaire. Celle-ci lui révèle qu'elle est « comme lui », et lui explique sa théorie. Lorsque le Big Bang a eu lieu, les trois dimensions de l'espace ont rapidement évolué et enflé démesurément. Il en est de même de la dimension temporelle. Or il est aisé d'imaginer que dans certaines parties de l'Univers, les dimensions spatiales ne sont pas identiques, par certains détails, aux dimensions spatiales que nous connaissons. C'est pareil pour le temps : il y a plusieurs trames temporelles. Les effets du Big Bang ne sont pas terminés : de même que lorsqu'on jette un caillou à la surface de l'eau, il y a de petites vagues concentriques, l'explosion initiale du Big Bang continue à créer des vagues temporelles. Elle lui expose que selon elle, tous deux ont vécu dans d'autres trames temporelles, dont ils ont le malheur de se souvenir. Pourquoi eux et pas les autres ? Elle ne sait l'expliquer. Mais elle pense que d'autres vagues sont à venir les concernant… 
Puis, quelques mois après, durant son sommeil, un « changement » a lieu : Damien se retrouve réincarné dans un autre monde, semblable à celui dans lequel il avait vécu, mais différent quand même. Ainsi, dans ce monde, son père est encore vivant (alors que dans la vie précédente il était décédé lors de son adolescence), et il a une petite amie au caractère affirmé, prénommée Séverine. Il est contacté par Dieusane Harlé, qui s'appelle dans ce monde Denise Lequin. Elle est, ici, mariée avec un industriel et mère de deux filles. Ils entreprennent d'écrire ensemble un livre de science-fiction sur leur vécu (« Le joug du jonc »), afin de se donner la possibilité de contacter par ce biais des gens qui auraient les mêmes caractéristiques qu'eux.
Quelques années après, alors qu'il se dispute avec Séverine, un autre « changement » a lieu alors qu'il est en train d'énoncer une phrase : en plein milieu de cette phrase, il pénètre dans une nouvelle trame temporelle ! Dans cette nouvelle vie, il s'appelle Fabien, et retrouve très rapidement Dieusane/Denise (qui dans ce monde est une femme divorcée, mère d'une fille handicapée). Puis les deux amis parviennent à rencontrer une autre personne, Aurélie Valeyron, qui comme eux a vécu plusieurs changements d'époque. Puis un homme, Gustav Schöller.
La « configuration » suivante a lieu plusieurs années après. Le groupe des « souvenants » est fort d'une trentaine de membres, et l'on sait désormais que les changements quantiques de la matière sont liés avec l'Esprit, ou quelque chose d'approchant : leurs pensées, leurs souhaits, influencent la forme des nouvelles configurations de l'Univers. Fabien/Damien et Dieusane/Denise, vieux amis et complices, ont une relation sexuelle, et changent ensemble de nouvelle configuration ! 
Dans cette cinquième configuration temporelle vécue par Damien/Fabien, Denise et lui vivent heureux avec leur famille respective, et commencent à jouir d'une retraite bien méritée. Il n'y a pas eu de nouveau « saut temporel » depuis longtemps : l'Univers s'est-il enfin stabilisé ? Les effets du Big-Bang sont-ils enfin terminés ?

## Prix littéraire
- Prix Rosny aîné 2001 de la nouvelle[2].